# روح‌الله متفکر آزاد
روح‌الله متفکر آزاد (زادهٔ ۱۳۶۱) سیاستمدار اصولگرای اهل ایران است که در دوره دوازدهم مجلس شورای اسلامی به‌عنوان نماینده تبریز، آذرشهر و اسکو فعالیت می‌کند. او در دوره یازدهم نیز حضور داشت. او همچنین دانشیار دانشکده علوم طبیعی دانشگاه تبریز است.
وی دانش‌آموختهٔ کارشناسی و کارشناسی ارشد در رشته زیست‌شناسی عمومی از دانشگاه تبریز و دکترای تخصصی رشته زیست‌شناسی (بیوشیمی) از دانشگاه دانشگاه کانازاوای ژاپن است.

## فعالیت‌های سیاسی

### دفاع از حقوق اقلیت‌ها
وی که فعالیت‌های سیاسی و اجتماعی خود را از دوران دبیرستان و دانشگاه آغاز کرده بود، آذرماه ۱۳۹۸ به نمایندگی از جمهوری اسلامی ایران در مجمع امور اقلیت‌های شورای حقوق بشر سازمان ملل متحد در ژنو سوییس متنی را به زبان انگلیسی در دفاع از زبان‌های مادری در کشورهای مختلف ایراد کرد.

### مجلس شورای اسلامی
وی موفق شد در یازدهمین انتخابات مجلس شورای اسلامی که در تاریخ ۲ اسفند ۱۳۹۸ برگزار شد، با کسب ۱۰۵ هزار و ۴۴۹ رای، از حوزه انتخابیه تبریز، آذرشهر و اسکو از استان آذربایجان شرقی انتخاب گردد و به مجلس راه یابد.

## هیئت رئیسه مجلس
روح الله متفکر آزاد در مجلس شورای اسلامی در اجلاسیه های اول، دوم و چهارم مجلس یازدهم و اجلاسیه اول مجلس دوازدهم با انتخاب نمایندگان به عنوان دبیر هیئت رئیسه مجلس شورای اسلامی انتخاب شد.